# Civitella Paganico
Civitella Paganico là một đô thị ở tỉnh Grosseto thuộc vùng Tuscany, nằm ở vị trí cách khoảng 90 km về phía nam của Florence và khoảng 30 km về phía đông bắc của Grosseto. Tại thời điểm ngày 31 tháng 12 năm 2004, đô thị này có dân số 3.052 người và diện tích là 192,7 km².
Đô thị Civitella Paganico có các frazioni (đơn vị cấp dưới, chủ yếu là thôn làng) Civitella Marittima and Paganico.
Civitella Paganico giáp các đô thị sau: Campagnatico, Cinigiano, Montalcino, Monticiano, Murlo, Roccastrada.
Năm 2007, một ngôi mộ còn nguyên của Etruscan đã được phát hiện ở đây, ngôi mộ có niên đại thế kỷ 3-1 trước Công nguyên. 